# چروونکا (شهرستان ماکوف)
چروونکا (به لهستانی:  Czerwonka) یک روستا در لهستان است که در گمینا چروونکا واقع شده‌است. چروونکا ۱۵۰ نفر جمعیت دارد.